# Патологоанатом

Патологоанатом за работой (средние века).

Патологоана́том — врач, занимающийся прижизненной и посмертной диагностикой заболеваний в ходе изучения патологических изменений в строении органов и тканей пациента.
На должность врача-патологоанатома назначается квалифицированное лицо, имеющее высшее медицинское образование и прошедшее аккредитацию по соответствующей специальности. В России патологоанатомы работают в патологоанатомических отделениях лечебных учреждений и патологоанатомических бюро.

## Профессиональная деятельность
Наибольшая часть деятельности врачей-патологоанатомов заключается в проведении прижизненной микроскопической диагностики, включающей в себя исследование биопсийного материала пациента. Установленный таким образом патологоанатомический диагноз является наиболее достоверным и предопределяющим тактику лечения. 
Остальная занятость патологоанатомов состоит из проведения вскрытий тел умерших людей с целью установления точных причин их смерти. При этом патологоанатомическое исследование трупа осуществляется в конкретных случаях, предусмотренных законодательством. При подозрении на насильственную смерть человека назначается судебно-медицинская экспертиза трупа, находящаяся вне компетенции врача-патологоанатома.

## Специфика профессии в различных странах

### Патологоанатомы в России

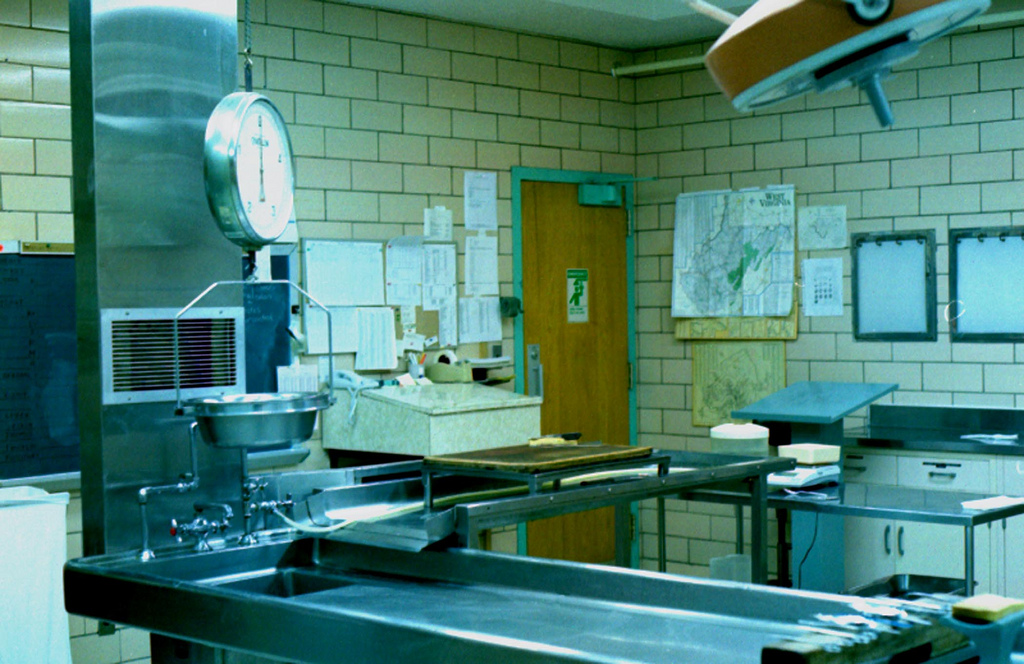
Широкоугольный снимок больничного морга NIOSH (США). 7 марта 2003 года.

#### Требования к специальности
В настоящий момент требования к специальности «31.08.07 Патологическая анатомия» регламентируются Приказом Минобрнауки России от 02.02.2022 N 110.
Как работник государственного медицинского учреждения патологоанатом должен отвечать профессиональным и квалификационным требованиям, предъявляемым к этой специальности, что устанавливается в процессе его аттестации.

#### Патологоанатомическая служба
Патологоанатомическая служба системы здравоохранения Российской Федерации оказывает специализированную медицинскую помощь — работы и услуги по специальностям «Патологическая анатомия». Основой патологоанатомической службы в системе здравоохранения Российской Федерации являются организационные структуры, финансируемые из государственного бюджета.
Основными организационными структурами патологоанатомической службы
- медицинские организации особого типа: республиканские, краевые, областные, городские и районные (межрайонные) патологоанатомические бюро, институты патологии (региональные патологоанатомические институты);
- патологоанатомические отделения медицинских организаций, клиник медицинских вузов, научно-исследовательских институтов и клинико-диагностических центров вне зависимости от подчинённости, форм собственности и источников финансирования;
- кафедры общей патологии и патологической анатомии и другие подразделения высших учебных заведений, научно-исследовательских институтов, других учреждений здравоохранения, занимающиеся патологоанатомическими исследованиями, вне зависимости от подчиненности, форм собственности и источников финансирования.

Благодаря статистическому учёту возможных случаев расхождения клинического и патологоанатомического диагнозов осуществляется контроль качества оказания медицинской помощи в различных регионах.